# Audio Video Coding Standard
Audio Video Coding Standard (kurz AVS) ist ein chinesischer Audio-Video-Codec, der 2004 als nationaler Standard vorgeschlagen wurde.
Die Volksrepublik China bemüht sich um die Entwicklung eigener Standards, die Kompressionsverfahren für digitales Audio und Video festlegen, um ihre technische Unabhängigkeit vom Ausland zu festigen. Dabei dürfte es hauptsächlich darum gehen, die als zu hoch eingeschätzten Lizenzgebühren an die MPEG LA für die von ihr verwalteten Standards (zum Beispiel MPEG-2, verwendet in DVD und DVB) zu vermeiden. So sollen etwa die Lizenzgebühren für ein DVD-Abspielgerät bei 2.50 $US liegen, während die Herstellungskosten der Geräte inzwischen stark gesunken sind und die Lizenzgebühren am Verkaufspreis daher schon einen empfindlichen Anteil haben.
Am 30. April 2005 war es dann so weit, AVS wurde nach Präsentation vor der Öffentlichkeit zum nationalen Standard erhoben. Er soll auch für den HDTV-Nachfolger der EVD Verwendung finden
Open-Source-Implementierungen eines AVS-Videodekodierers finden sich im Projekt OpenAVS und innerhalb der libavcodec-Programmbibliothek. Diese ist in vielen frei verfügbaren Videoabspielprogrammen wie MPlayer, VLC oder xine integriert.